# カジミェシュ1世
カジミェシュ1世（Kazimierz I Odnowiciel, 1016年7月25日 - 1058年11月28日）は、ピャスト家のポーランド公。自身が王位に就くことには失敗したが、実質的には、国全体を統治していた。マゾフシェ、シレジア、ポメラニアに分割されていた時代の後、再統合を成し遂げたことから復興公（the Restorer）と呼ばれる。

## 生涯
ミェシュコ2世ランベルトと、王妃リヘザ・ロタリンスカの長子として生まれた。グニェズノの宮廷で育ったとされる。父の暗殺後、カジミェシュに王位を継がせるべく母リチェザは実権を掌握しようとして失敗。子供たちを連れてハンガリー王国へ逃亡した。ポーランド国内は反乱が起き、異教支配が復活しようとしていた。この混乱につけ込み、ボヘミア公ブジェチスラフ1世がポーランド南部へ侵攻を開始。混乱のうちに、カジミェシュはシレジアと小ポーランド地方の支配を確実にする。しかし、グニェズノに火が放たれ、この時聖プラハのアダルベルトの聖遺物が失われた。
1040年、ボヘミア公と対抗するイタリア王ハインリヒ（のちの神聖ローマ皇帝ハインリヒ3世）は、亡命の身であるカジミェシュと同盟を結ぶ。彼は与えられた1000人の軍を連れて勝利を収めた。また、1041年に彼はキエフ大公ヤロスラフ1世とも同盟を結び、その証としてヤロスラフの異母妹マリアと結婚した。

## 子女
妃マリアとの間に以下の子供を得た。
- ボレスワフ2世（1042年 - 1082年）
- ヴワディスワフ1世ヘルマン（1043年 - 1102年）
- ミェシュコ（1045年 - 1065年）
- スヴァタヴァ（1046年 - 1106年）-　ボヘミア王ヴラチスラフ2世妃
- オットー（1047年  -1048年）